# Vladimir Angelov
Vladimir Angelov (3 maggio 1966) è un coreografo bulgaro naturalizzato statunitense, è anche autore e direttore esecutivo di Dance ICONS, Inc.
Vive a Washington, DC.

## Primi anni di vita e carriera
Vladimir Angelov si diploma alla Scuola Coreografica Nazionale di Sofia, Bulgaria, nel 1986. Mentre studia filosofia presso l'Università Sofia, comincia a ballare a tempo pieno per la Compagnia Nationale di Balletto Contemporaneo Ballet Arabesque a Sofia.
Angelov si trasferisce alla fine degli anni Ottanta in Austria e poi negli Stati Uniti all’inizio degli anni Novanta.
Nel 1996 completa il master in Danza e Coreografia presso l’American University di Washington, DC, sotta la supervisione della professoressa Dr. Naima Prevots. Nello stesso periodo è direttamente influenzato da coreografi pionieristici come Twyla Tharp, Mark Morris, Rob Brown, Dianne McIntyre, Doug Varone, Debbie Allen e molti altri.
Angelov ha coreografato alla Washington National Opera presso il Kennedy Center di Washington, DC. sotto la direzione artistica di Plácido Domingo, per diverse produzioni musicali, teatrali, cinematografiche e televisive. Ha spesso coreografato anche per la City Dance Ensemble di Washington, DC.
Angelov ha creato balletti originali per compagnie come l'Arizona Ballet, l'Atlanta Ballet, la CityDance, l'Indianapolis Ballet, il Richmond Ballet, il San Francisco Ballet e il Washington Ballet negli Stati Uniti. A livello internazionale, ha coreografato per l'Alberta Ballet, il National Ballet of Finland, il National Ballet of Mexico, il Ballet Manila, il Tokyo City Ballet, il Mariinsky Ballet di San Pietroburgo e molti altri. Uno dei suoi collaboratori più assidui è Rasta Thomas, per il quale ha realizzato numerose opere soliste.

Angelov è ospite regolare come docente presso la George Washington University e l'American University a Washington DC, e ha insegnato in numerose università e seminari presso compagnie di danza in Austria, Brasile, Bulgaria, Cina, Finlandia, Francia, Germania, Giappone, Messico e Russia.

## ICONE di danza
Nel 2015, Angelov ha fondato l'International Consortium for Advancement in Choreography, Inc, noto come Dance ICONS (International Choreographers' Organization and Networking Services). L'organizzazione è un'associazione globale per coreografi con sede a Washington, DC, USA. Fin dalla fondazione dell'organizzazione, ha ricoperto la carica di Direttore Esecutivo. Parte del suo lavoro come direttore esecutivo di Dance ICONS include la direzione di un istituto coreografico che offre sviluppo professionale a coreografi emergenti e agli inizi di carriera. L'istituto è ospitato in collaborazione con l'Atlas Performing Arts Center. Nel suo lavoro per Dance ICONS, Angelov ha intervistato e ospitato Choreographic Talks con importanti coreografi e artisti, come Wendy Whelan, Brian Brooks, Ronald K. Brown, Rennie Harris e Annabelle Lopez Ochoa tra molti altri.

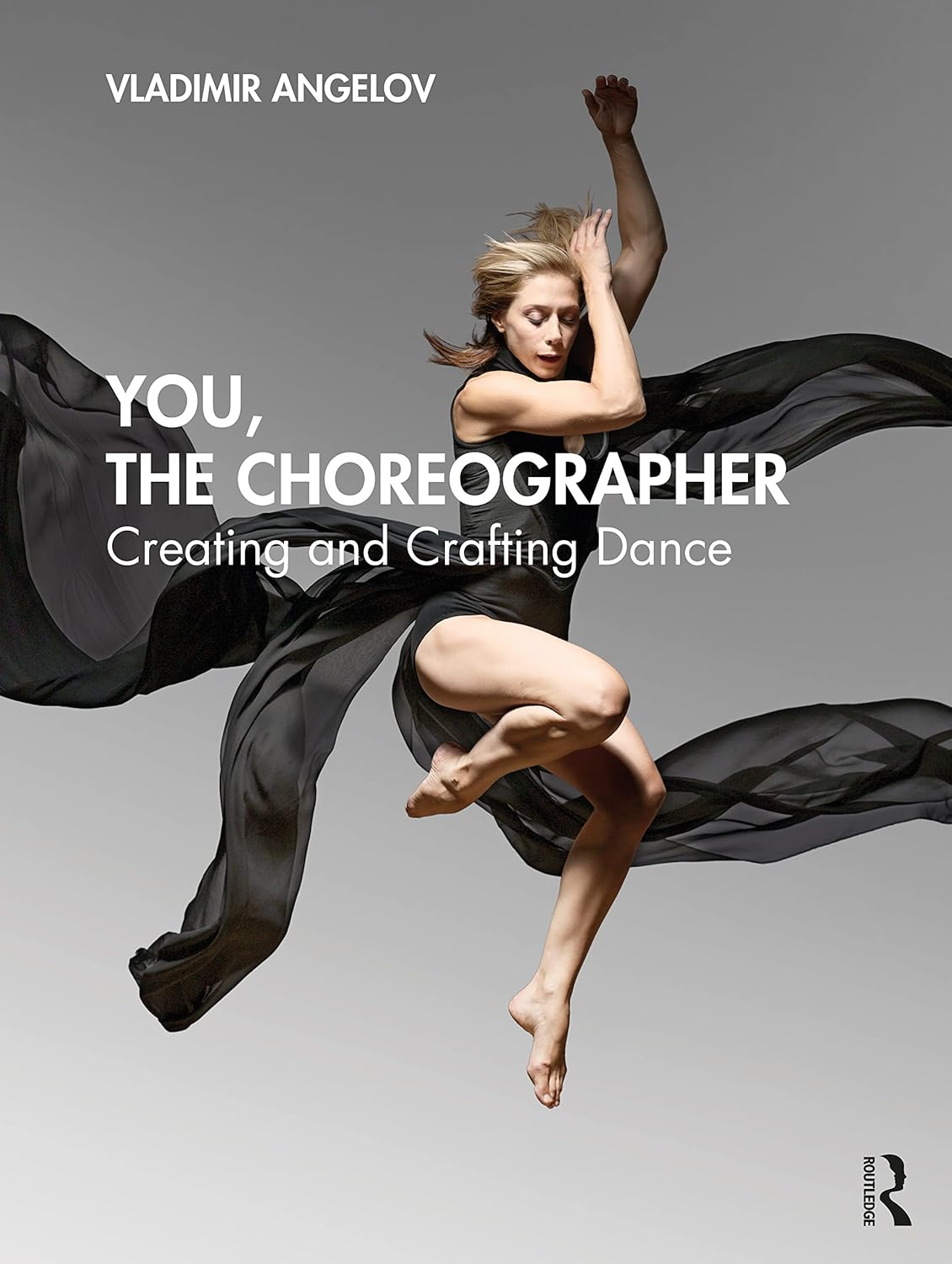
You, the Choreographer

## Pubblicazioni
Tra il 1994 e il 2008, Angelov ha scritto e pubblicato più di trenta articoli, reportage, resoconti, recensioni di performance e saggi filosofici sulla danza in diverse riviste europee di danza, tra cui Ballet Journal (Monaco di Baviera, Germania), Ballet/Tanz (Berlino, Germania) e TanzAffiche (Vienna, Austria).

Nel 2023, Angelov ha pubblicato un nuovo libro sulla coreografia e le pratiche artistiche della creazione della danza intitolato YOU, THE CHOREOGRAPHER, Creating and Crafting Dance, pubblicato da Routledge/Taylor & Francis Group. Il libro sintetizza storie, teorie, filosofie e pratiche creative di diversi generi di coreografia di danza da concerto. Il libro è pensato per i coreografi in ogni fase dello sviluppo creativo, così come per i lettori che cercano di affinare la propria sensibilità artistica.
"You, the Choreographer: Creating and Crafting Dance" è un libro che accompagna te, coreografo, in una vita creativa! Organizzato in modo sistematico, è un libro per i giorni buoni e anche per quelli cattivi, da tenere a portata di mano e consultare quando l'ispirazione non è in linea con il programma di prove della compagnia. Il libro di Angelov è enciclopedico nella sua conoscenza e una guida indispensabile per coreografi e per coloro che sono affascinati dalla creazione della danza." (Maggie Foyer, SeeingDance)

## Opere coreografate
- Nostalgia (aprile 1997); Rasta Thomas
- Unfolding (aprile 1999); Adrienne Canterna e Rasta Thomas
- Bumblebee (1999); Rasta Thomas, i cattivi ragazzi del balletto
- Martyr (2000); Rasta Thomas, i cattivi ragazzi del balletto
- Impetuoso (2000); Balletto di San Francisco[4]
- Ultimo orizzonte (2001); Balletto Mariinsky
- Prism (gennaio 2001); CityDance
- Jinari (settembre 2001); CityDance
- Suite Dreams (2001); Alberta Ballet
- Superficie profonda (2001); CityDance
- Luce rimbalzante (2002); Richmond Ballet
- SuitCase (settembre 2022); CityDance
- Interzona (settembre 2003); Balletto di Indianapolis
- AXIOM (ottobre 2003); CityDance
- carro armato (aprile 2004); Washington Ballet
- Torso (maggio 2005); Tokyo City Ballet
- Troubles in Paradise (2011) Balletto Nazionale del Messico
- Framework (novembre 2012); Ethos della danza
- CacoPhony (2017); Opera di Stato di Stara Zagora